# 沉珂
沉珂（C.K，1987年10月22日—），本名陈珂，曾为中国大陆网络歌手，歌曲风格普遍为rap。
沉珂曾称其于2008年2月13日自杀身亡，随后再无音乐作品。2015年12月22日，因在其新浪微博“幽灵木偶偶”发文章说明其没有死亡而再次引起网友的热议，其在当天也进入了微博热搜榜。
沉珂曾于生病住院期间染上毒瘾。其日记当中曾经说道每天都在哭泣、每天都用刀子划破自己的身体、每天都要用针管抽血，并且称自己属双性恋。

## 歌曲被禁播
2015年，歌手MC光光与沉珂合唱的《飞向别人的床》被列入中华人民共和国文化部发布的网络音乐产品黑名单（即所谓“120首禁歌”）。